# Ферли (Мериленд)
Ферли (енгл. Fairlee) насељено је место без административног статуса у америчкој савезној држави Мериленд.

## Демографија
По попису из 2010. године број становника је 490.
| Група             | 2000.    | 2010.       |
| Белци             | 0 (0,0%) | 311 (63,5%) |
| Афроамериканци    | 0 (0,0%) | 145 (29,6%) |
| Азијати           | 0 (0,0%) | 0 (0,0%)    |
| Хиспаноамериканци | 0 (0,0%) | 16 (3,3%)   |
| Укупно            | 0        | 490         |